# Байда (рудник)
Байда (рудник) — колишнє рудне підприємство, яке діяло на півночі Оману.
Розробка мідного родовища Байда почалась в 1982 році та велась підземним методом. Видобута руда спрямовувалась на збагачувальну фабрику в Ласайлі.
У 1993-му розробку припинили. За час діяльності рудника тут видобули 1 млн тонн руди зі вмістом міді близько 3 %.
Проєктом опікувалась оманська державна компанія Oman Mining Company (OMCO).